# Warrant (banda alemana)
Warrant es una banda alemana de speed metal formada en 
1983 en Düsseldorf. Los miembros de la banda fueron Jorg Juracshek, Thomas Klein, Oliver May & Lothar Wienners. Se fueron de gira con Warlock en 1985, después de lanzar un EP y un LP. La banda pronto se separó. En 1999, la banda se reunió brevemente y grabó dos nuevas canciones. Ambos álbumes de Warrant fueron reeditados en un solo disco en el año 2000, con las nuevas canciones incluidas.
En agosto de 2010 Pure Steel Records anunció la reedición de los álbumes.

## Discografía
- First Strike (1985)
- The Enforcer (1985)
- Ready To Command (2010)
- Metal Bridge (2014)

## Miembros
- Jörg Juraschek -voz, bajo-
- Thomas Klein -guitarra-
- Oliver May -guitarra-
- Lothar Wieners -batería-

- Datos: Q317085
- Multimedia: Warrant (German band) / Q317085